# Vol d'art et pillage par la Russie lors de l'invasion de l'Ukraine

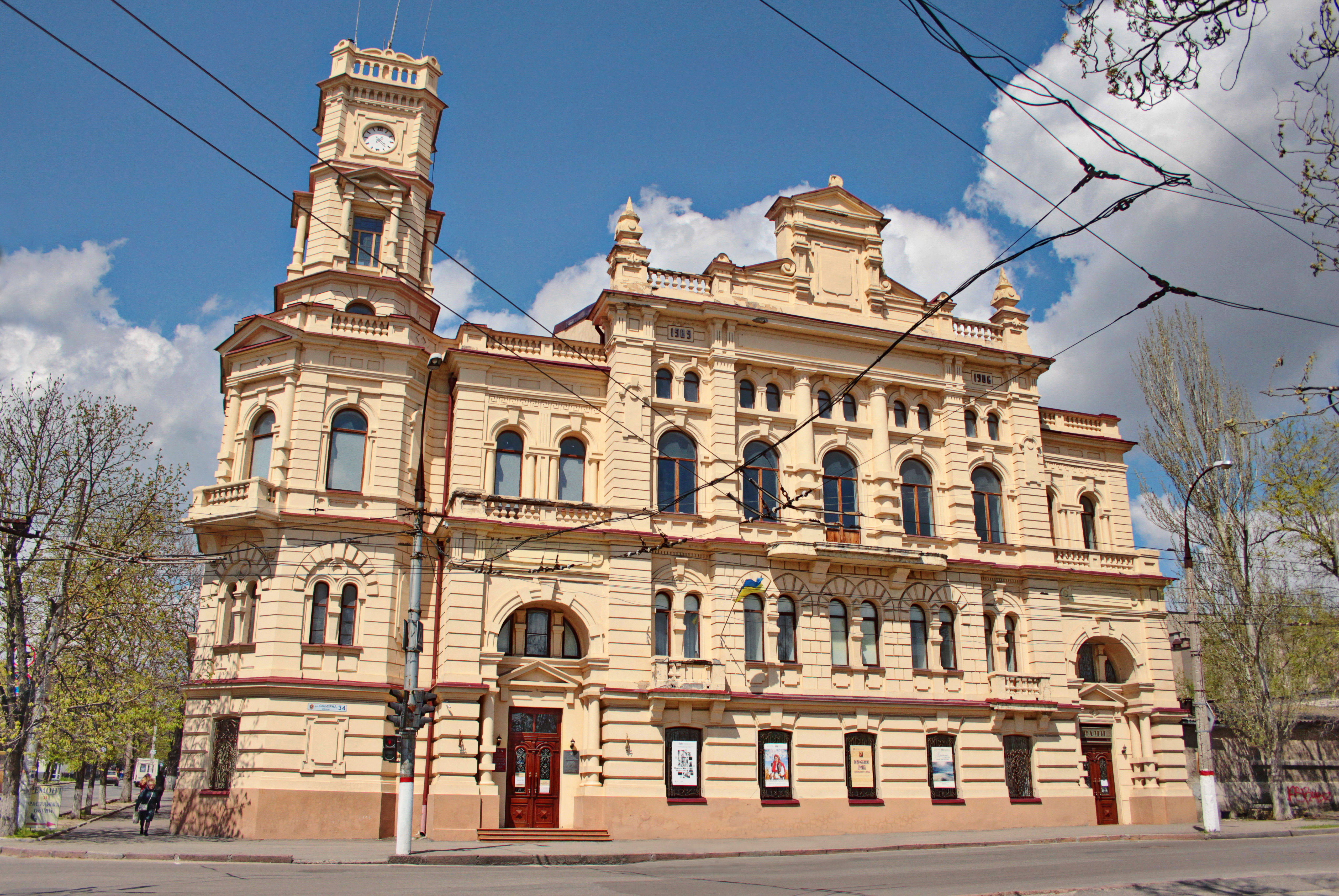
Le musée d'art de Kherson, qui a été pillé par les troupes d'occupation russes et des experts en art russes

Lors de l'invasion russe de l'Ukraine depuis 2022, les forces et organisations russes ont volé et pillé des dizaines de milliers d'œuvres d'art en Ukraine, allant de l'art moderne à l'or scythe ancien. Les Russes ont également détruit des centaines de sites et monuments culturels. Dans certains cas le pillage a été organisé avec des experts en art russes et indiquant aux soldats russes quelles pièces voler. Rien qu'à Marioupol, les Russes ont volé plus de 2 000 œuvres d'art dans les trois principaux musées de la ville, après que les forces russes ont occupé la ville après un siège de trois mois en mai 2022. Dans la région de Kherson, peu avant de fuir la zone située au nord du Dniepr, les Russes ont détruit, en tout ou en partie, plus de 200 sites culturels ukrainiens  et volé environ 10 000 œuvres d'art dans les musées de la ville, parmi une collection de 13 000 oeuvres.  D'autres sources évaluent à 15 000 le nombre d'œuvres d'art volées rien qu'à Kherson.
Dans Melitopol occupé, les troupes russes ont volé un casque en or du IVe siècle datant du royaume scythe, d'une valeur de plusieurs millions de dollars.  Les soldats russes ont tenté de forcer la directrice du musée local à révéler l'emplacement d'un autre artefact en or scythe qu'elle avait caché peu de temps avant que l'armée russe n'occupe la ville. Ils l'ont menacée avec une arme à feu et l'ont enlevée lorsqu'elle a refusé de coopérer. Elle a été interrogée et libérée,.
Le pillage par la Russie a été comparé au pillage nazi effectué par l'Allemagne nazie et a été qualifié de "plus grand vol d'art collectif depuis que les nazis ont pillé l'Europe pendant la Seconde Guerre mondiale",.

## Sources et références
1. 1 2 3  (en) « As Russians Steal Ukraine’s Art, They Attack Its Identity, Too », journal,‎ 14 janvier 2023 (lire en ligne, consulté le 2 août 2023)
2. 1 2  Jerusalem Post Staff, « Russian forces systematically stealing Ukrainian art, cultural artifacts - report », The Jerusalem Post,‎ 5 décembre 2022 (lire en ligne)
3. 1 2 3  (en) Brian Bushard, « These Are Some Of The Most Famous Ukrainian Works Of Art Looted By Russia », sur Forbes (consulté le 2 août 2023)
4. ↑  (en-GB) Charlotte Mullins, « ‘Ukraine’s heritage is under direct attack’: why Russia is looting the country’s museums », The Guardian,‎ 27 mai 2022 (ISSN 0261-3077, lire en ligne, consulté le 2 août 2023)
5. ↑  They put me in a car, put a black bag on my head – Leila Ibrahimova about her detention